# 王翰
王 翰（おう かん）は、中国・唐の詩人。字は子羽。并州晋陽県の出身。

## 略歴
豪放な性格で、酒を好み、家に名馬と美妓を集めて、狩猟や宴会に日を送っていた。睿宗の景雲2年（711年）、進士に及第し、張説に認められて駕部員外郎に任ぜられたが、説の失脚とともに汝州刺史として都を追われ、次いで仙州別駕に左遷されたうえ、素行が治まらぬと弾劾され、道州司馬に流されて死去。

## 詩人としての彼
作品に、『涼州詞（りょうしゅうし）』（七言絶句）がある。
| 涼州詞         |                                                     |
| 葡萄美酒夜光杯 | 葡萄の美酒 夜光（やこう）の杯                       |
| 欲飲琵琶馬上催 | 飲まんと欲すれば 琵琶 馬上に催（うなが）す          |
| 酔臥沙場君莫笑 | 酔うて沙場（さじょう）に臥す 君笑うこと莫（な）かれ |
| 古来征戦幾人回 | 古来征戦（せいせん） 幾人か回（かえ）る             |